# Sipos László Márk
Sipos László Márk névvariáns: Sipos László (Celldömölk, 1995. december 5.–) magyar színész.

## Életpályája
Szülővárosában a Berzsenyi Dániel Gimnáziumban érettségizett 2014-ben. 2008 és 2017 között a Soltis Lajos Színházban szerepelt illetve rendezőként és rendező asszisztensként is tevékenykedett. 2017-től a Színház- és Filmművészeti Egyetem hallgatója volt, osztályvezető tanárai Máté Gábor és Székely Kriszta. Diplomáját a freeSZFE-én kapta 2022-ben. Egyetemistaként játszott a Radnóti Miklós Színházban is. 2022-2025 között a szombathelyi Weöres Sándor Színház társulatának tagja volt. 2025-től szabadúszó. Írással is foglalkozik.

## Színházi szerepeiből
- William Shakespeare: Vízkereszt, vagy bánom is én... Sebastian, Viola ikertestvére
- Heinrich von Kleist: Az eltört korsó... Licht, írnok
- Voltaire – Vinnai András – Bódi Zsófia – Nagy Péter István: Candide... szereplő
- Bertolt Brecht – Kurt Weill: Koldusopera... Jonathan Peachum, egy koldusbanda főnöke
- Jerry Bock ― John Steinbeck: Hegedűs a háztetőn... Fegyka, orosz
- Roberto Bolano: Vad nyomozók... Juan García Madero
- Jacques Audiberti: Árad a gazság... Parfait király
- Andrzej Saramonowicz: Tesztoszteron... Tretén, copywriter
- Molnár Ferenc – Dés László – Geszti Péter – Grecsó Krisztián: A Pál utcai fiúk... Kolnay
- Móricz Zsigmond – Tóth Réka Ágnes: Kivilágos kivirradtig... Pogány Imre, Annus kérője

## Rendezéseiből
- Anton Pavlovics Csehov: A dohányzás ártalmasságáról (Soltis Lajos Színház)[3]
- Herkules-sarok (Szombathely, Felolvasószínház 2020)
- XX84 – George Orwell: 1984 című regénye nyomán

## Filmes és televíziós szerepei
- A mi kis falunk (2020)... Vizsgafilmes rendezö
- A tanár (2021)
- 1939  (2022)... Ifj. Scitovszky Tibor
- Legyetek szeretettel (2023)... Kóczán

## Díjai, elismerései
- Holdbeli csónakos-közönségdíj (2023)